# Antonia Göransson
Antonia Pia Anna Göransson (Asum, 16 settembre 1990) è un'ex calciatrice svedese, di ruolo ala. Ha collezionato 50 presenze e 8 reti con la maglia della nazionale svedese.

## Carriera

### Club
Nell'estate 2017 decide di sottoscrivere un contratto con la Fiorentina, sezione femminile della ACF Fiorentina, per giocare in Serie A, il massimo livello del campionato italiano, del quale è detentrice oltre che della Coppa Italia. Inserita in rosa per la stagione 2017-2018, le sue presenze si limitano all'incontro inaugurale del campionato, pareggiato in trasferta per 1-1 sul terreno dell'Verona Women, quando al 57' viene rilevata dalla francese Précillia Rinaldi, anch'ella nuovo acquisto della squadra di Firenze. Decide di svincolarsi dalla società da dicembre 2017 facendo ritorno in patria dove prima dell'inizio del campionato 2018 si accorda con l'Assi per giocare in Elitettan.
Si è ritirata dal calcio giocato al termine della stagione 2020.

### Nazionale
Göransson inizia ad essere convocata dalla federazione calcistica della Svezia (SvFF) dal 2006 per vestire le formazioni giovanili della nazionale, inizialmente con la formazione Under-16 dove rimane fino al 2007 (7 presenze e una rete) per passare dall'anno seguente alla Under-18 e successivamente alla Under-19, con la quale raggiunge le semifinali all'Europeo di categoria di Francia 2008 e la finale di Bielorussia 2009 persa con l'Inghilterra.
Inserita in rosa con la formazione Under-20 che partecipa al Mondiale di Germania 2010, condivide con le compagne il primo posto nel gruppo B e la seguente eliminazione ai quarti di finale ad opera della Colombia. Fino al raggiungimento dell'età massima totalizza inoltre due presenze e una rete con la Under-23.
Nel 2010 arriva la convocazione nella nazionale maggiore da parte del tecnico Thomas Dennerby che la inserisce in rosa con la squadra impegnata alle qualificazioni del Mondiale di Germania 2011. Ottenuta la qualificazione alla fase finale condivide il percorso della Svezia che la vede approdare alle semifinali dove, incontrato il Giappone che si laureerà campione del Mondo al termine della competizione, viene eliminata.
Dennerby le rinnova la fiducia inserendola in rosa anche per il torneo di calcio femminile  alle Olimpiadi di Londra 2012 dove ai quarti di finale le svedesi vengono eliminate dalla Francia.
L'avvicendamento sulla panchina della nazionale con la subentrata Pia Sundhage non influisce con l'apporto di Göransson con la sua nazionale. Sundhage la impiega in alcune amichevoli preparatorie all'Europeo casalingo di Svezia 2013, inserendola in rosa per il torneo. Nuovamente la nazionale svedese non riesce a superare le semifinali causa l'eliminazione della squadra che vincerà il torneo, in questa edizione la Germania.
Göransson continua a indossare la maglia della propria nazionale fino al 2015, con la quale scese in campo per l'ultima volta all'Algarve Cup 2015.

## Palmarès

### Club
- Campionato tedesco: 1

Turbine Potsdam: 2011-2012

### Individuali
- Miglior nuovo talento del calcio svedese

2010